# Gmach Urzędu Skarbowego w Katowicach
Gmach Urzędu Skarbowego w Katowicach (zwany także Drapaczem Chmur) – siedemnastokondygnacyjny wysokościowiec w Katowicach, położony przy ulicy Żwirki i Wigury 15, w dzielnicy Śródmieście.
Budynek jest zbudowany na bazie nowatorskiej (na owe czasy) stalowej konstrukcji szkieletowej i uważa się go za najciekawszy i najbardziej spektakularny przykład funkcjonalizmu w Polsce.

## Historia

### Projektanci i projekt
Projekt architektoniczny oraz plany przygotowało biuro konstrukcyjne Wydziału Robót Publicznych Śląskiego Urzędu Wojewódzkiego. Obliczenia do projektu wykonał prof. Stefan Bryła. Kierownikiem budowy był inż. Henryk Griffel.
Śląski Urząd Wojewódzki na początku lat 30. XX wieku podjął decyzję o budowie gmachu, w którym można by umieścić urzędy skarbowe, kasę skarbową, urząd katastralny i urząd akcyz i monopoli. Ponieważ w Katowicach odpowiednie parcele były zbyt drogie, a dodatkowo nie na wszystkich można było budować ze względu na roboty górnicze, wybrano dwie parcele u zbiegu ulic Zielonej i Wandy. Obie należały do Skarbu Państwa, a najbliższy podkop górniczy znajdował się w odległości 800 metrów od nich. Aby lepiej wykorzystać budynek postanowiono podzielić go na dwie części: w jednej umieścić urzędy, a w drugiej mieszkania dla urzędników. W narożnej 14-piętrowej części zaprojektowano poniżej parteru dwie kondygnacje: sutereny (umieszczono tu kotłownię centralnego ogrzewania, stację transformatorową, instalację wodociągową, pralnię i suszarnię) oraz piwnice dla lokatorów, podczas gdy część 6-piętrowa miała tylko sutereny (na magazyny dla urzędów skarbowych i skarbiec).
W 14-piętrowej części przy ulicy Żwirki i Wigury 15 oprócz klatki schodowej zaprojektowano trzy windy: jedną towarową i dwie osobowe (jedna zatrzymywała się na każdym piętrze, a druga dopiero od 7 piętra w górę). W części 6-piętrowej przeznaczonej na urzędy przy ulicy Żwirki i Wigury 17 oprócz klatki schodowej umieszczono dwie windy osobowe, z tego jeden dźwig okrężny (paternoster). Dźwig funkcjonował do roku 2021.
Ostatnie dwa piętra w części 14-piętrowej zostały przeznaczone na umieszczenie różnych potrzebnych instalacji, w tym zbiorników wody.

### Budowa
Roboty ziemne rozpoczęto 14 maja 1930 roku. Wykopy wykonała firma „Triton”. 5 lipca ukończono pierwszy etap, a do 4 października wykonano resztę wykopów. 2 sierpnia rozpoczęto betonowanie ławy fundamentowej. Roboty żelbetonowe wykonała firma Karol Korn S.A. z Bielska (filia Katowice). Szkielet części 14-piętrowej w całości wykonały warsztaty konstrukcyjne Zjednoczonych Zakładów Huty Królewskiej i „Laury” w Hucie Królewskiej. Konstrukcję dla części 6-piętrowej wykonano w Hucie Pokój w Nowym Bytomiu. Szkielet po zmontowaniu i pospawaniu obetonowano na siatce drucianej metodą torkretowania. W całym budynku wykonano stropy Kleina, także na dachach, które po zaizolowaniu termicznym i pokryciu żużlobetonem zabezpieczono warstwą asfaltu. Cała budowa została ukończona w roku 1934.

### Inne wieżowce
Był drugim wybudowanym w Katowicach wieżowcem, po ukończonym w 1931 (po 2 latach budowy), dziewięciopiętrowym domu mieszkalnym profesorów Śląskich Technicznych Zakładów Naukowych i w momencie ukończenia, obok warszawskiego budynku Prudentialu, był jednym z najwyższych budynków w Polsce.
9 lipca 1931 roku w katowickim kinie „Rialto” odbyła się premiera filmu Budownictwo żelazno-szkieletowe, jego zasady i zastosowanie, który następnie wyświetlano na terenie całej Polski, a jego głównym tematem był katowicki wieżowiec.

## Eksploatacja
W dwudziestoleciu międzywojennym miały tu swoje siedziby: Inspektorat Kontroli Skarbowej, Urząd Akcyz i Monopolów, Urząd Katastralny, Urząd Kontroli Skarbowej, Urząd Opłat Stemplowych, Urzędy Skarbowe Podatków i Opłat Skarbowych I, II i III.
Mieszkania w wieżowcu są duże i luksusowe, w latach międzywojennych mieszkali w nich pracownicy Urzędu Skarbowego.